# Comitato di Kis-Küküllő
Il comitato di Kis-Küküllő (in ungherese Kis-Küküllő vármegye, in romeno Comitatul Târnava Mică; in tedesco Komitat Klein-Kokel o Klein-Kokelburg) è stato un antico comitato del Regno d'Ungheria, situato nell'attuale Romania centrale, in Transilvania. Capitale del comitato era Dicsőszentmárton, oggi nota col nome romeno di Târnăveni.
Il comitato di Kis-Küküllő confinava con gli altri comitati di Torda-Aranyos, Maros-Torda, Udvarhely, Nagy-Küküllő e Alba inferiore.

## Storia
Il comitato, attraversato dall'omonimo fiume, venne formato nel corso della riforma amministrativa della Transilvania del 1876, quando il comitato di Küküllő venne diviso nei due comitati di Kis-Küküllő e Nagy-Küküllő. Nel 1920, in base al Trattato del Trianon, passò alla Romania.
Il suo territorio fa oggi parte dei distretti romeni di Mureș (compreso il capoluogo), Alba (la parte sudoccidentale) e Sibiu (la parte meridionale).